# Beskid Wyspowy

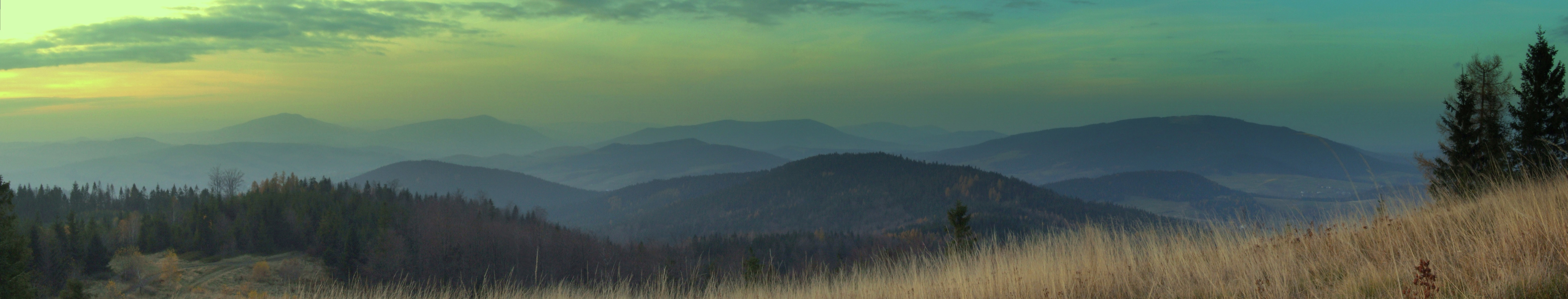
Panorama Beskidu Wyspowego z Jasienia

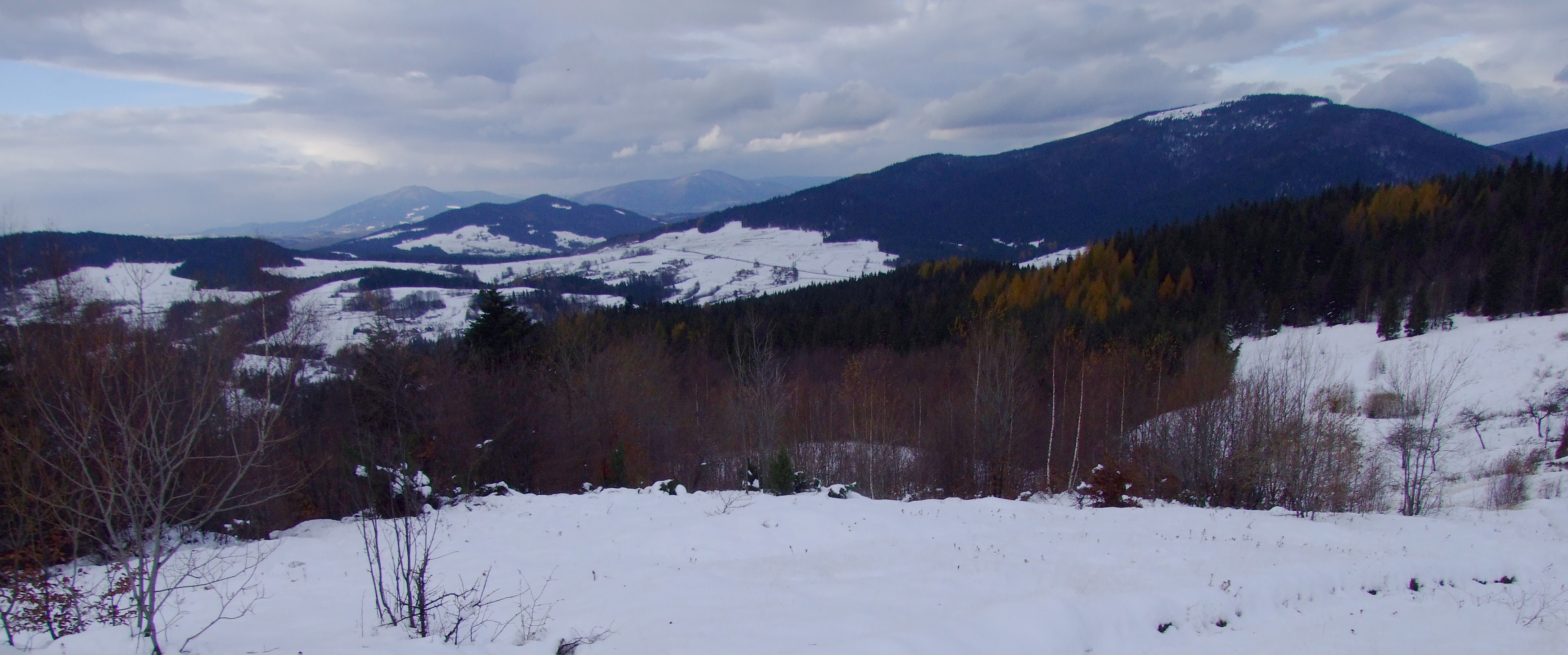
Szczyty Beskidu Wyspowego

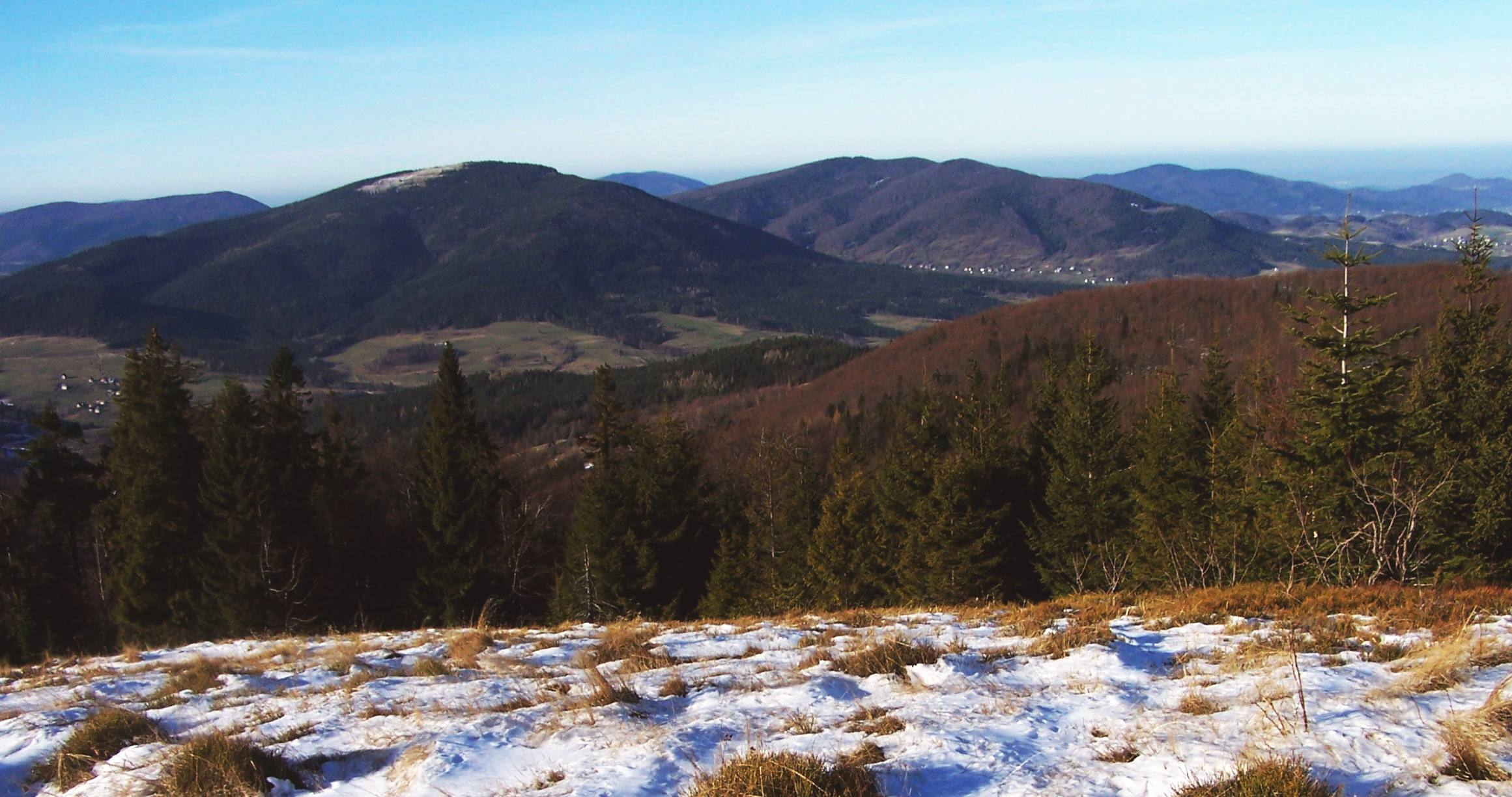
Beskid Wyspowy – panorama z Mogielicy

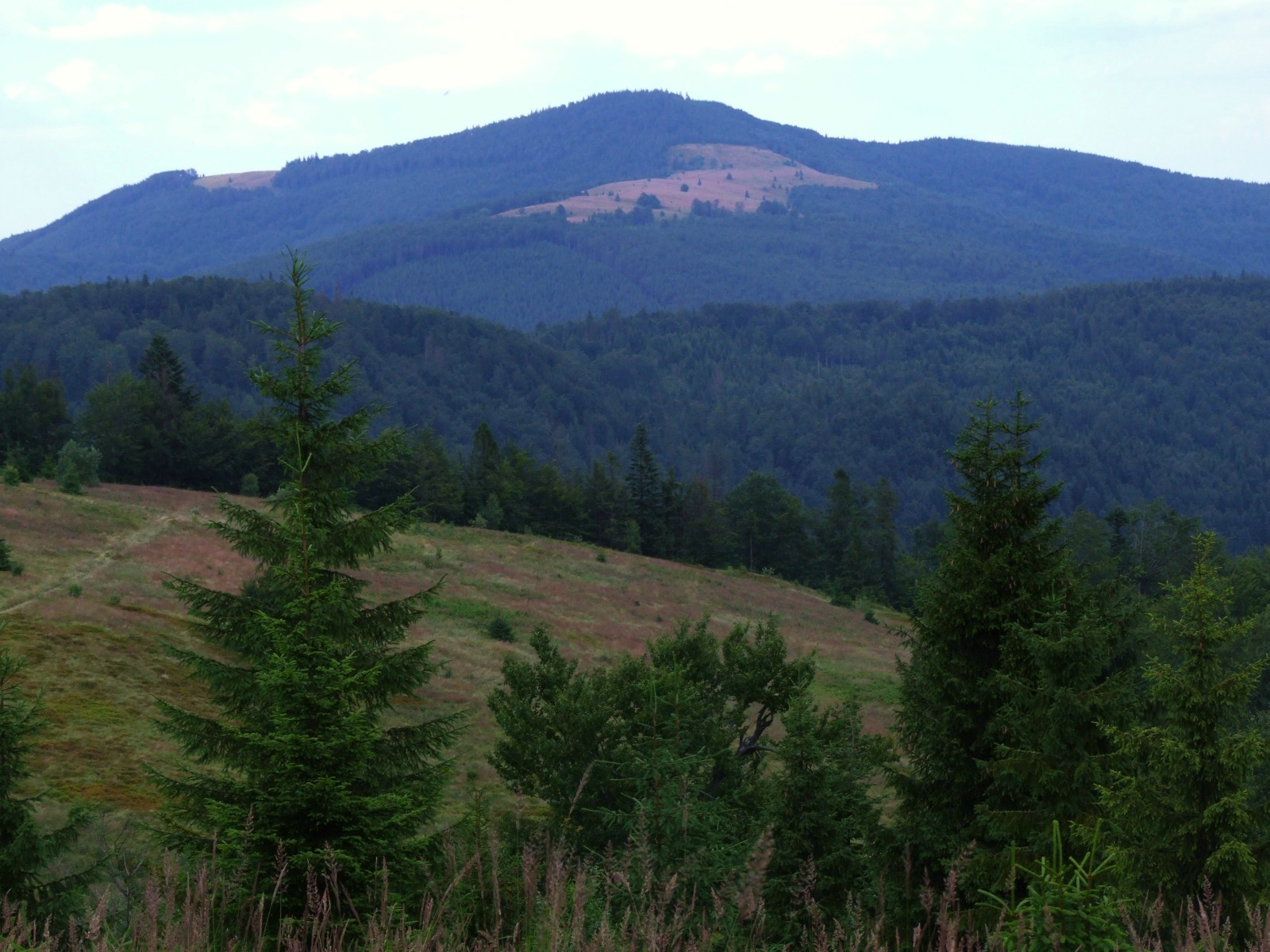
Mogielica

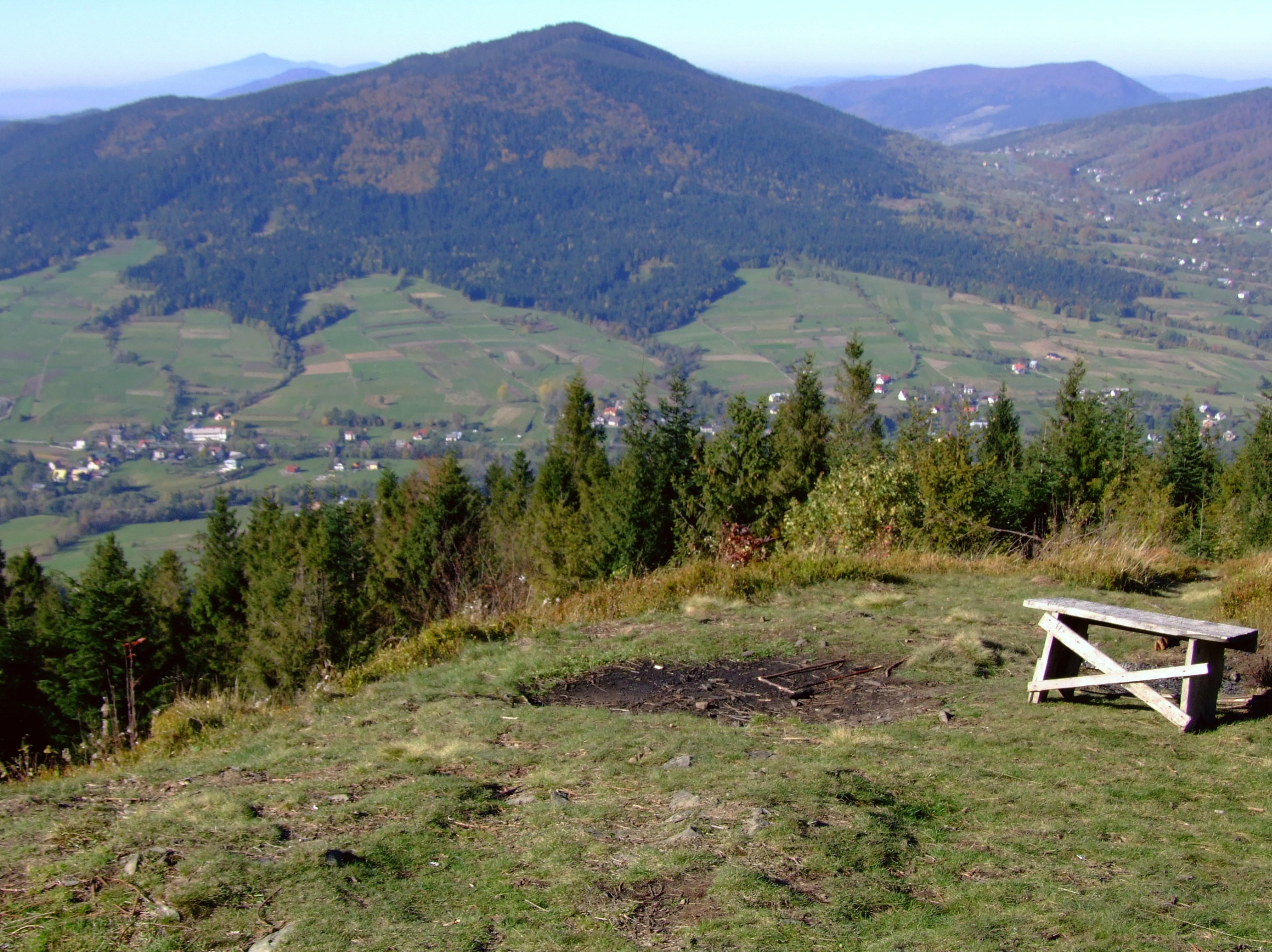
Ćwilin, typowy szczyt Beskidu Wyspowego

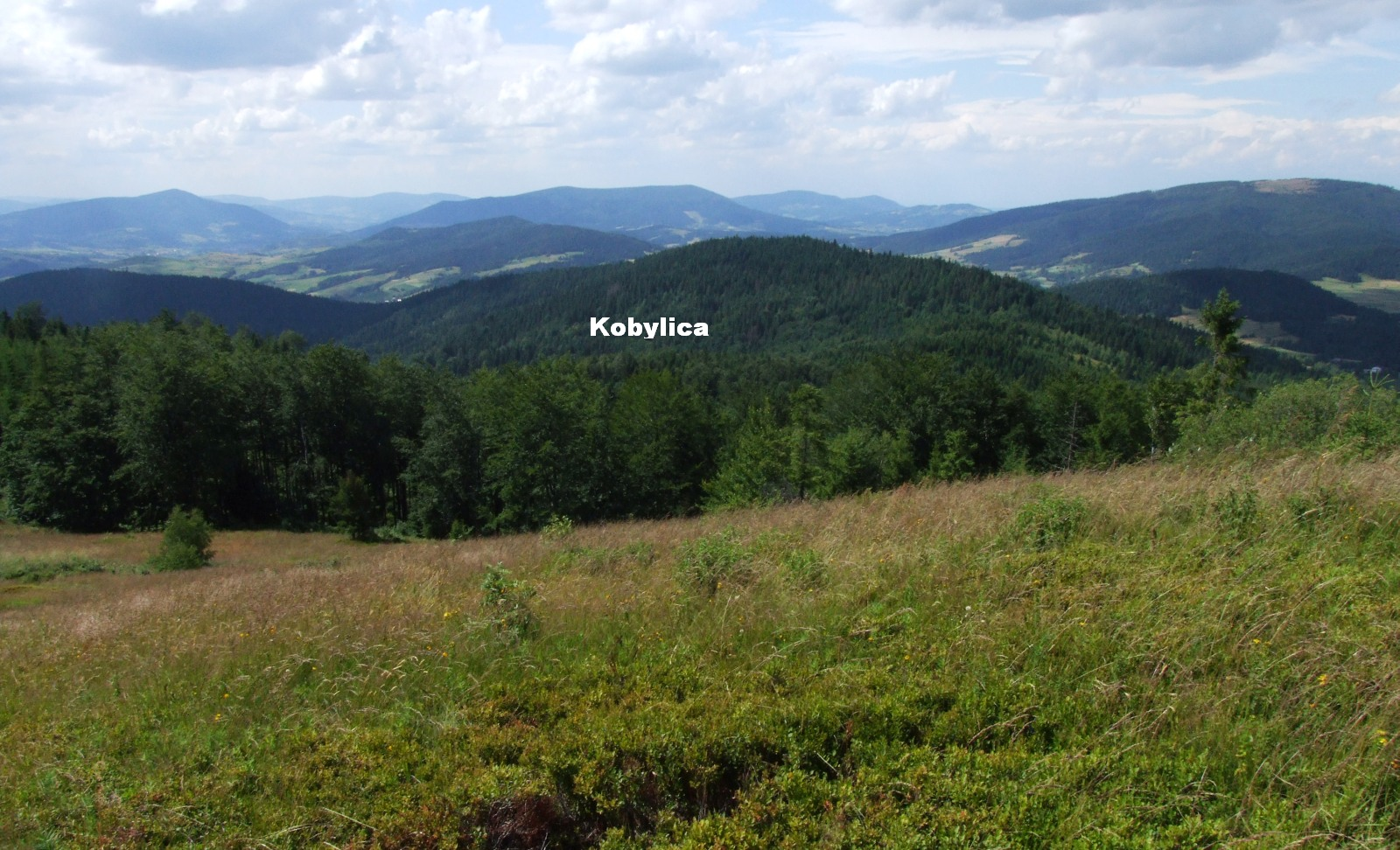
Widok z Jasienia

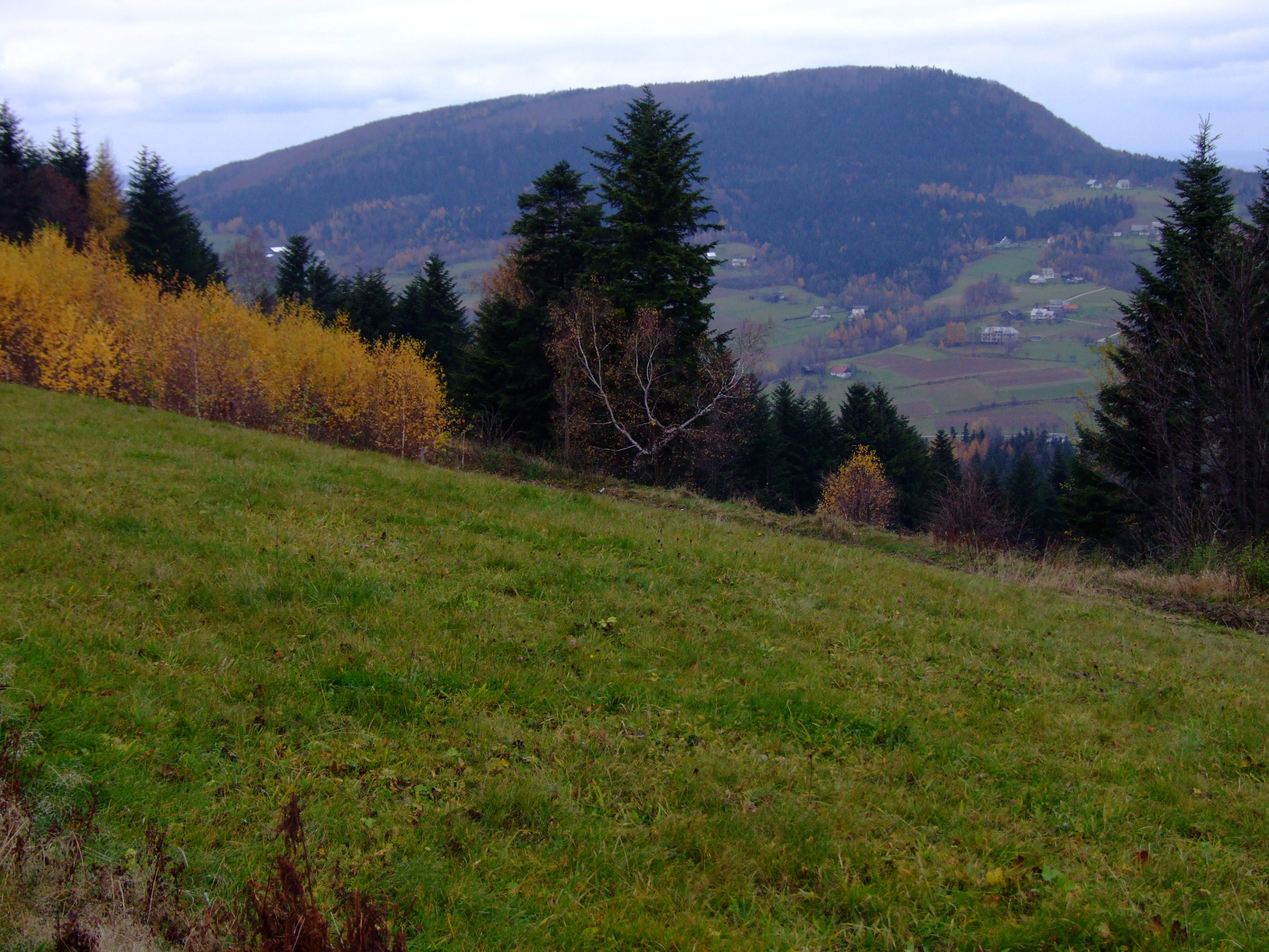
Kostrza

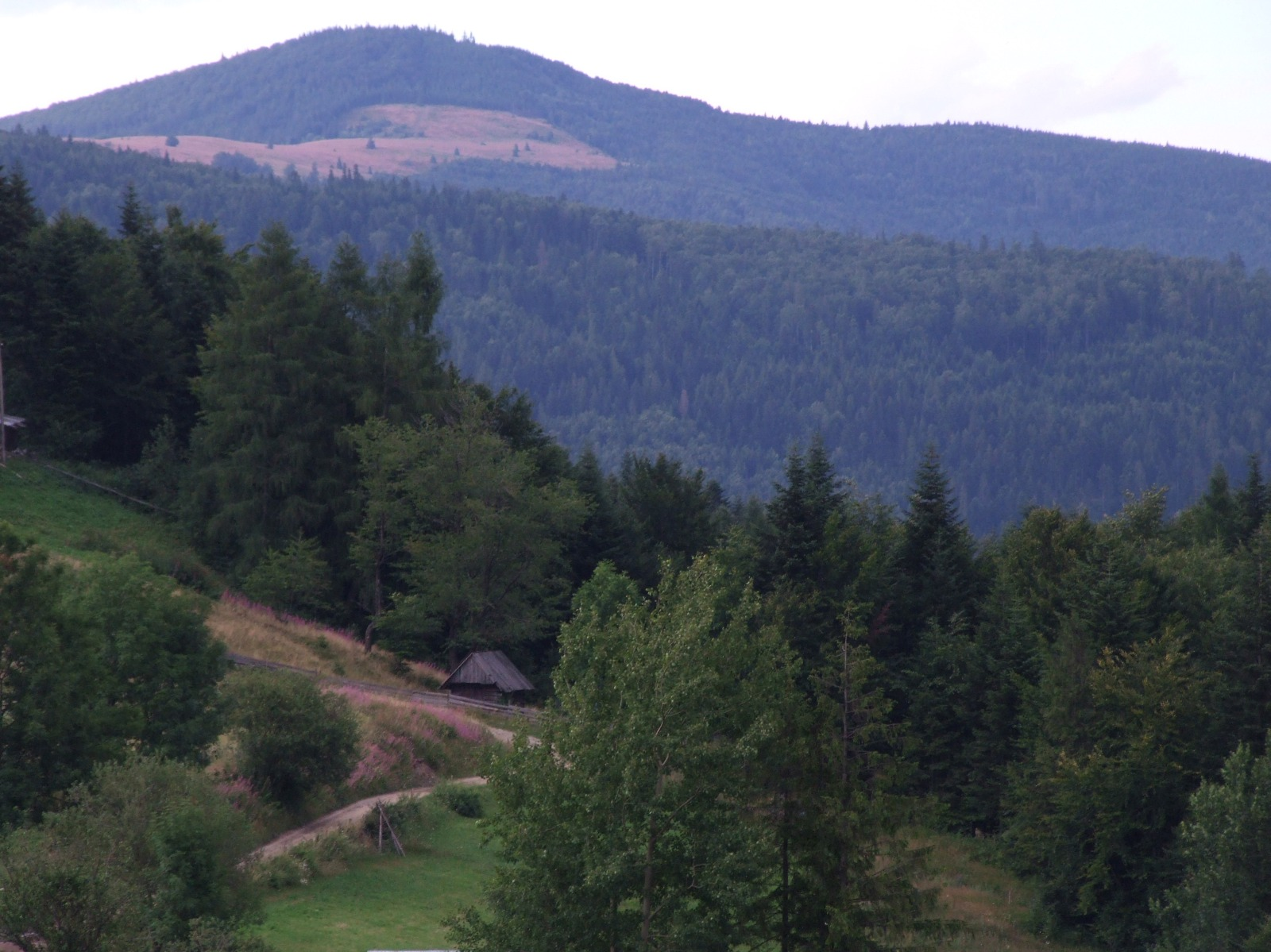
Widok z przełęczy Przysłopek na Mogielicę

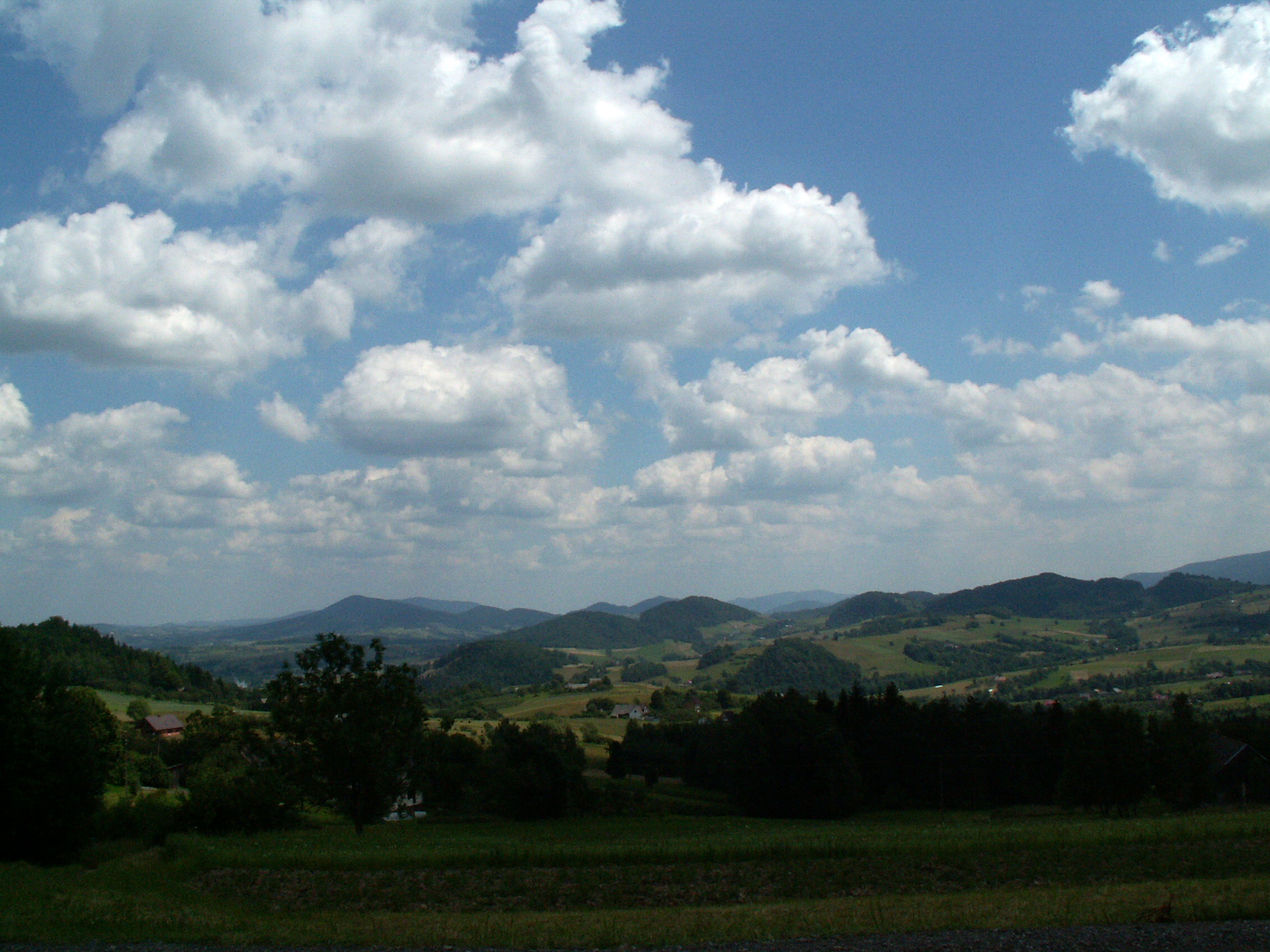
Pieninki Skrzydlańskie widok ze stoków Wierzbanowskiej Góry

Beskid Wyspowy (513.49) – część Beskidów Zachodnich położona pomiędzy doliną Raby a Kotliną Sądecką. Charakterystyczną cechą tego regionu południowej Polski jest występowanie odosobnionych, pojedynczych szczytów, od czego pochodzi jego nazwa. Najwyższym szczytem jest Mogielica (1170 m).

## Pochodzenie nazwy
Uważa się, że nazwa Beskid Wyspowy wprowadzona została do literatury przez Kazimierza Sosnowskiego, nauczyciela i pioniera turystyki górskiej w tym regionie. Podobno, gdy wraz z młodzieżą nocowali na szczycie Ćwilina, rankiem zobaczyli morze mgieł, z którego jak wyspy wyłaniały się szczyty gór. Sosnowski w swoich pracach nie używał jednak takiej nazwy, używał natomiast nazw: Gorce Limanowskie, Beskid Limanowsko-Myślenicki, Beskid Limanowsko-Makowski i Limanowsko-Myślenicki Beskid Wyspowy (ta ostatnia pojawiła się w 1924 r.). Według Dariusza Gacka, który przeprowadził badania dokumentów w tym zakresie, po raz pierwszy nazwy Beskid Wyspowy zaczął używać geograf Ludomir Sawicki – profesor Uniwersytetu Jagiellońskiego. Pojawia się ona np. w opracowaniu Z fizyografii Karpat polskich wydanym w 1910 r. Nazwy szerzej zaczęto używać w połowie lat 30. XX wieku w czasopiśmie Wierchy i innych opracowaniach turystycznych, a rozpowszechniła się po II wojnie światowej.
Według badań Adama Kapturkiewicza, twórcą nazwy Beskid Wyspowy nie był Kazimierz Sosnowski ani Ludomir Sawicki. Kazimierz Sosnowski w czasopiśmie Wierchy przed II wojną światową nic nie pisze o terenie Beskidu Wyspowego. Sosnowski pisał o Beskidzie Śląskim, Żywieckim, Małym, Pieninach oraz o Łemkowszczyźnie. W artykule „Turystyka polska a Zachodnie Beskidy” w roczniku drugim Wierchów w 1924 r. pominął całkowicie teren Beskidu Wyspowego. Z Wierchów możemy dowiedzieć się, że Kazimierz Sosnowski szczególnym sentymentem darzył Beskid Żywiecki. Ludomir Sawicki w swojej twórczości opisuje góry wyspowe również na Węgrzech. Inni autorzy dopatrywali się gór wyspowych w Beskidzie Śląskim (Pawłowski). Zatem u wyżej wymienionych autorów określenie góry wyspowe odnosi się tylko do ukształtowania terenu i nie ma to nic wspólnego z nazwą Beskid Wyspowy.

## Granice
Beskid Wyspowy zajmuje powierzchnię ok. 1000 km² i położony jest pomiędzy Beskidem Makowskim, Kotliną Rabczańską, Gorcami, Kotliną Sądecką, a Pogórzem Wiśnickim od północy. Nie jest to jednak wystarczająco dokładne określenie i stąd przez różnych autorów różnie wytyczane są jego granice.
Według regionalizacji fizycznogeograficznej Polski z 2018 dostępnej w serwisie mapowym Generalnej Dyrekcji Ochrony Środowiska oraz opisanym w numerze czasopisma naukowego „Geographia Polonica” granice zostały poprawione względem dawniej regionalizacji J. Kondrackiego. Granice te przebiegały następująco:
- granica zachodnia: od Myślenic w górę wzdłuż Raby i jej dopływu Krzczonówki do Łętowni, stąd przez Skomielną Białą i wzdłuż Skomielnianki do Raby w Rabce-Zdroju.
- granica południowa: Rabą w dół, dalej rzeką Mszanką w górę na przełęcz Przysłop, stąd drogą w dół i potokiem Czerwonka na niską przełęcz po południowej stronie Magorzycy, z przełęczy potokiem Głębieniec i dalej wzdłuż rzeki Kamienica Gorczańska do Dunajca. Magorzyca, Wielki Wierch i Kiczora Kamienicka, mimo że znajdują się po południowej stronie Kamienicy Gorczańskiej, należą do Beskidu Wyspowego.
- granica wschodnia (uściślona przez Speleoklub Beskidzki): Dunajcem do Gołkowic, a stąd drogą przez Podegrodzie do Jeziora Rożnowskiego. Z Tęgoborza drogą do rzeki Łososiny, następnie Łososiną w dół do rzeki Białki[8][9].
- granica północna: w górę Białką przez Wojakową na przełęcz między Kobyłą a Rogozową. Z przełęczy doliną do Rajbrotu, stąd drogą przez Bytomsko do Żegociny. Dalej granica biegnie w górę doliną Sanki, podnóżami góry Kamionna przez Kamionną, przełęcz między Pasierbiecką Górą a Jaszczurówką, doliną Rybskiego Potoku w Rupniowie, Szyk, Kostrzę, Wilkowisko, Stróżę, Wolę Skrzydlańską. Dalej granica biegnie na północ wschodnimi i północnymi podnóżami pasma Cietnia i Grodziska, znów na południe doliną Krzyworzeki i podnóżami Pasma Lubomira i Łysiny na Przełęcz Zasańską, stąd do doliny Trzemeśnianki i pomiędzy Grodziskiem a Uklejną do Raby w Myślenicach[1].

Znacząca zmiana dotyczy granicy południowej:
- granica południowa: Rabą w dół, dalej rzeką Mszanką w górę na przełęcz Przysłop, stąd w dół wzdłuż rzeki Kamienica Gorczańska do Dunajca. Magorzyca, Wielki Wierch i Kiczora Kamienicka należą do Gorców[6].

Administracyjnie cały obszar Beskidu Wyspowego położony jest w województwie małopolskim. Największa jego część należy do powiatu limanowskiego, który jest też niemal w całości położony w tym regionie. Wschodnie obrzeża Beskidu Wyspowego (wzdłuż Dunajca) wchodzą w skład powiatu nowosądeckiego, północne powiatu bocheńskiego, zachodnie myślenickiego i suskiego, południowo-zachodnie nowotarskiego.

## Geologia
Odosobnione góry Beskidu Wyspowego są denudacyjnymi ostańcami piaskowców magurskich, pod którymi znajdują się głębiej położone serie skalne płaszczowiny śląskiej. Dawniej układ tych warstw był odwrotny: wklęsłe formy terenu, tzw. synkliny, utworzone były ze skał twardych, natomiast wypukłe (antykliny) z miękkich. Obecne szczyty stanowiły więc zagłębienia terenu, zaś dzisiejsze doliny były wzniesieniami. W wyniku fałdowania i wypiętrzania terenu na przełomie starszego i młodszego trzeciorzędu nastąpiło odwrócenie rzeźby terenu. Te niżej obecnie położone cienkoławicowe warstwy piaskowcowo-łupkowe, margle i łupki ilaste są bardziej podatne na wietrzenie, stąd też tworzą one słabiej nachylone stoki oraz duże obniżenia między górami. Taką budowę i genezę powstania Beskidu Wyspowego potwierdzają badania przeprowadzone na wielu odkrytych oknach tektonicznych, największe z nich w Mszanie Dolnej zostało szczegółowo opisane w 1988 r. Wyniki wieloletnich badań geodezyjnych wskazują, że procesy fałdowania i wypiętrzania terenu trwają również obecnie, choć z mniejszą intensywnością, a ważną rolę w dynamice tego procesu odgrywają aktywne do dzisiaj osuwiska. Największe występują na Lubogoszczy (w rejonie Zapadlisk i Żabiego Oczka), Ćwilinie (na północnym stoku) i Luboniu Wielkim (gołoborze na Perci Borkowskiego). W czerwcu 2010 r. po długotrwałych opadach deszczu potężne osunięcie ziemi wraz z domami miało miejsce w Męcinie, na osiedlu Kłodne Głębokie. Odmienną budowę ma położone południkowo pasmo Cietnia; jest ono zbudowane w całości z fliszu serii śląskiej i jest głęboko wysunięte w obręb Pogórza Wiśnickiego.
Beskid Wyspowy zbudowany jest z fliszu karpackiego, ale w korycie Przegini (zwanej też Pluskawką) występują andezytowe skały pochodzenia wulkanicznego.

## Rzeźba terenu
Charakterystyczną cechą Beskidu Wyspowego jest występowanie odosobnionych, sięgających do 1170 m n.p.m. szczytów, które niczym wyspy wznoszą się 400–500 m ponad typowo podgórskie zrównanie sfalowane łagodnymi wzgórzami. Wiele szczytów Beskidu Wyspowego wyróżnia się dużą wybitnością, stąd też wiele z nich znajduje się na liście najwybitniejszych szczytów Polski. Szczyty te mają strome, czasem nawet bardzo spadziste stoki. Zazwyczaj północne są bardziej nachylone od południowych, wierzchowina jednak z reguły jest płaska, wylesiona i zajęta pod pola uprawne i zabudowania. Beskid Wyspowy łączy w sobie cechy krajobrazu podgórskiego i górskiego. Góry zasadniczo nie tworzą tutaj długich pasm, lecz szereg oddzielnych szczytów otoczonych szerokimi i rozległymi dolinami. Wyjątek stanowią trzy pasma: Łososińskie, pasmo Cichoń-Ostra i pasmo Cietnia. Na zachodnich i wschodnich obrzeżach jednak ten wyspowy charakter zatraca się, od północnej strony góry stopniowo przechodzą w pogórze. Głębokie doliny rzeczne oddzielające poszczególne szczyty górskie od dawien dawna wykorzystywane były jako trakty komunikacyjne, dzisiaj biegną nimi drogi łączące poszczególne miejscowości tego regionu.
- Najwyższe szczyty (wysokości n.p.m. zaokrąglone do pełnych metrów[14]):
Mogielica 1170 m, Ćwilin 1072 m, Jasień 1063 m, Modyń 1029 m, Luboń Wielki 1022 m, Krzystonów 1012 m, Śnieżnica 1007 m, Szczebel 977 m, Lubogoszcz 968 m, Łopień 951 m, Cichoń 925 m, Ostra 928 m, Jaworz 918 m, Hala 913 m, Sałasz Wschodni 909 m, Lubomir 904 m.
- Ważniejsze przełęcze:
Glisne, przełęcz Gruszowiec, Jaworzyce, przełęcz Ostra-Cichoń, przełęcz pod Kobylicą, Przysłopek, Przysłop Lubomierski, Przełęcz Rozdziele, Przełęcz Rydza-Śmigłego, przełęcz Słopnicka, Widoma, Wielkie Drogi, Wierzbanowska Przełęcz, Zasańska Przełęcz.

Istnieją tu liczne, zbudowane z piaskowca wychodnie i formy skałkowe. Najbardziej znane to Diabli Kamień koło Szczyrzyca i Wielki Kamień na Krzywickiej Górze. Występuje również wiele innych form ukształtowania terenu. Na Luboniu Wielkim znajduje się duże gołoborze, na stokach Ćwilina, Mogielicy, Łopienia, Szczebla i Zęzowa skalne osuwiska. Występują także jaskinie i rowy, na ogół pochodzenia osuwiskowego.

## Jaskinie

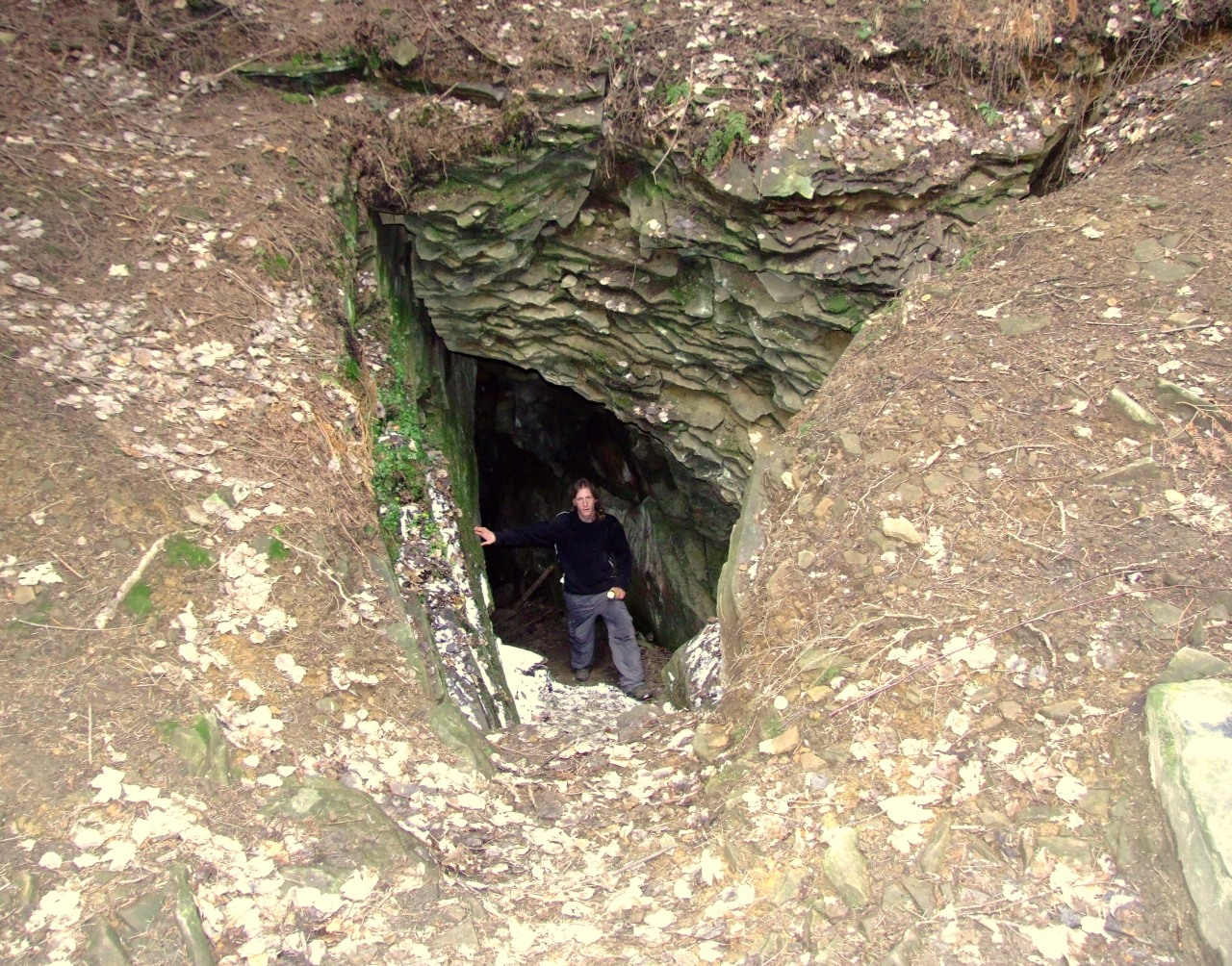
Zimna Dziura na Szczeblu

Pierwsze wzmianki o jaskiniach w Beskidzie Wyspowym pochodzą z 1882 r. (Zimna Dziura na Szczeblu). Poza nią jeszcze do niedawna znane były tylko 2 jaskinie: Jaskinia Zbójecka w Łopieniu i Jaskinia w Jaworzu. Po 1997 r. grotołazi z Klubu Grotołazów Limanowa i Speleoklubu Dębickiego (m.in. A. Kapturkiewicz, B. Bubula, B. Sułkowski, T. Mleczek) odkryli, spenetrowali i zinwentaryzowali wiele innych nieznanych jaskiń. Do końca 2017 roku w Beskidzie Wyspowym opisano 75 obiektów jaskiniowych. Największa jest Jaskinia Zbójecka w Łopieniu (łączna długość korytarzy 433 m). Inne większe to m.in. Jaskinia Czarci Dół, Wietrzna Studnia, Złotopieńska Dziura, Jaskinia z Dwoma Oknami, Podwójna Studnia (wszystkie na Łopieniu), Jaskinia Latających Kamieni (na Ćwilinie), Jaskinia Borkowskiego (na Luboniu Wielkim), Jaskinia w Modyni (na Modyni). W większości są to jaskinie pochodzenia osuwiskowego. Odkrywanie i opisywanie jaskiń trwa nadal. Niechlubnym rekordem w „badaniu” jaskiń Beskidu Wyspowego jest spreparowanie dwu zmyślonych obiektów które opisano w wydawnictwie „Jaskinie Polskich Karpat Fliszowych – uzupełnienia III”, praca zbiorowa pod redakcją naukową Jerzego Grodzickiego. Warszawa 2016. Jeden z obiektów nie istnieje, drugi jest formą morfologiczną niespełniającą kryteriów obiektu jaskiniowego. Oba miejsca były znane speleologom badającym Beskid Wyspowy, jednak nie opisywane z powodu niespełnienia kryteriów obiektu jaskiniowego.

## Sieć wodna
Beskid Wyspowy znajduje się w dorzeczu dwóch dopływów Wisły: Dunajca i Raby. Zlewnia Dunajca tworzącego wschodnią granicę Beskidu Wyspowego jest dużo większa. Łososina, będąca największym jego w obrębie Beskidu Wyspowego dopływem wypływa spod Jasienia. Z innych, mniejszych cieków wodnych wyróżniają się: Czarna Woda, Jastrzębik, Kamienica, Krzyworzeka, Słomka, Smolnik. Większymi dopływami Raby są Mszanka i Kasinianka. Większość rzek i potoków Beskidu Wyspowego ma swoje źródła pod jego partiami wierzchołkowymi. Mniejsze cieki wodne mają w górnym biegu znaczny spadek sięgający 200–300 m/km, w dolinach zmniejszający się do ok. 40 m/km. Wszystkie potoki i rzeki mają kamieniste dno i charakteryzują się dużymi wahaniami wodostanów. Po większych opadach atmosferycznych lub przy gwałtownym topnieniu śniegów ich wody transportują ogromne ilości gruntu oraz materiału akumulacyjnego wskutek dużego spadku, mają ogromną siłę niszczącą. Występują wówczas z koryta, zalewając pola i osiedla. Potoki należą do subregionu Karpat zewnętrznych, gdzie poziomy wodonośne charakteryzują się małą wydajnością i nieciągłością. Szczególnie duże zniszczenia spowodowała wielka powódź w 1997. Ważną rolę w retencji wód odgrywają sztuczne zbiorniki wodne: Jezioro Rożnowskie, Jezioro Czchowskie i Zbiornik Dobczycki. Najwyższy poziom wód przypada na maj, najniższy na styczeń. Dzięki małej przepuszczalności podłoża i dużym opadom obszar jest dobrze nawodniony. Świadczy o tym m.in. występowanie licznych młak na zboczach dolin.

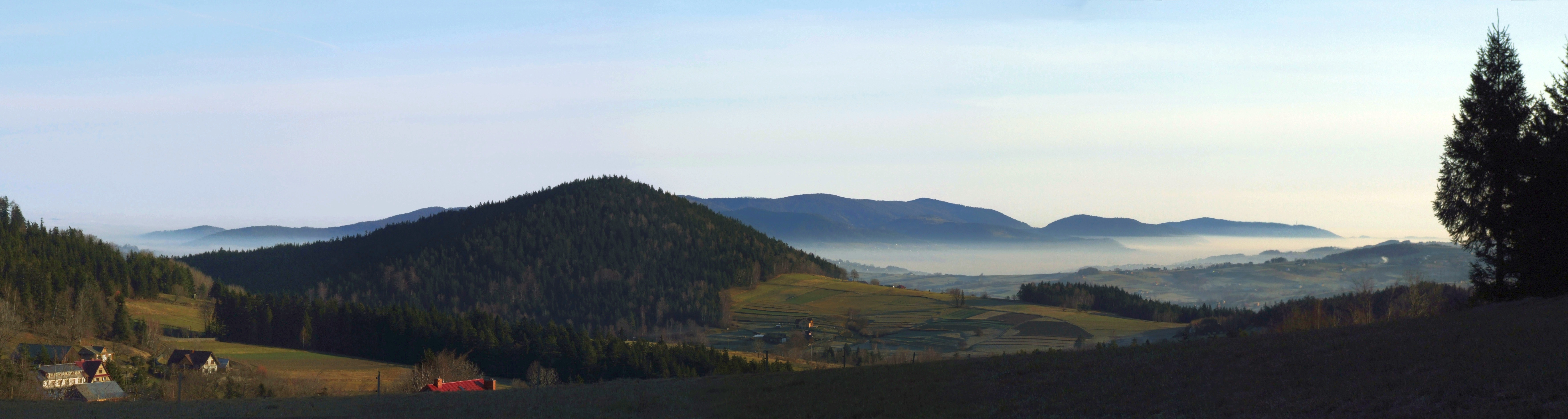
Mgły zalegające w dolinach (widok z Chyszówek)

## Klimat
Jest to typowy klimat górski o bardzo zmiennych warunkach pogodowych. Suche masy powietrza znad kontynentu ścierają się tu z wilgotnym powietrzem znad Atlantyku. Występuje piętrowość klimatyczna. Do 750 m n.p.m. klimat jest umiarkowanie ciepły ze średnią temperaturą od +6 °C do +8 °C, powyżej umiarkowanie chłodny ze średnią temperaturą od +4 °C do +6 °C. Średnia roczna temperatura dla obszaru Limanowej w latach 1952–2000 wyniosła 6,7 °C, najniższa odnotowana wynosiła −35 °C, a najwyższa 35,2 °C. Ilość opadów jest powyżej średniej krajowej i wynosi 800–900 mm w ciągu roku. W większych dolinach śródgórskich, jak np. w Mszanie Dolnej, występuje tzw. cień opadowy polegający na zatrzymywaniu się na dowietrznych zachodnich, północno-zachodnich i północnych stokach gór wilgotnych mas polarnomorskiego powietrza. Znaczny wpływ na lokalne zróżnicowanie klimatu mają czynniki terenowe – ukształtowanie terenu i ekspozycja. Tak np. wąska i zacieniona wysokimi grzbietami dolina rzeki Kamienica ma znacznie niższe temperatury niż szeroka i słoneczna dolina Dunajca. Długość okresu wegetacyjnego wynosi od około 180 dni w szczytowych partiach gór do 210 dni w dolinach, co ma szczególne znaczenie dla roślin. Często z Tatr dociera tutaj wiatr halny, zimą powodując duże szkody w lasach.
Charakterystyczną cechą Beskidu Wyspowego jest dość częste występowanie „morza mgieł” spowodowane inwersją temperatury, czyli w pewnych warunkach zamiast spadku temperatury wraz ze wzrostem wysokości n.p.m. sytuacja jest odwrotna. Wtedy to właśnie odosobnione szczyty gór wyrastają z mgły zalegającej w dolinach jak wyspy na morzu.

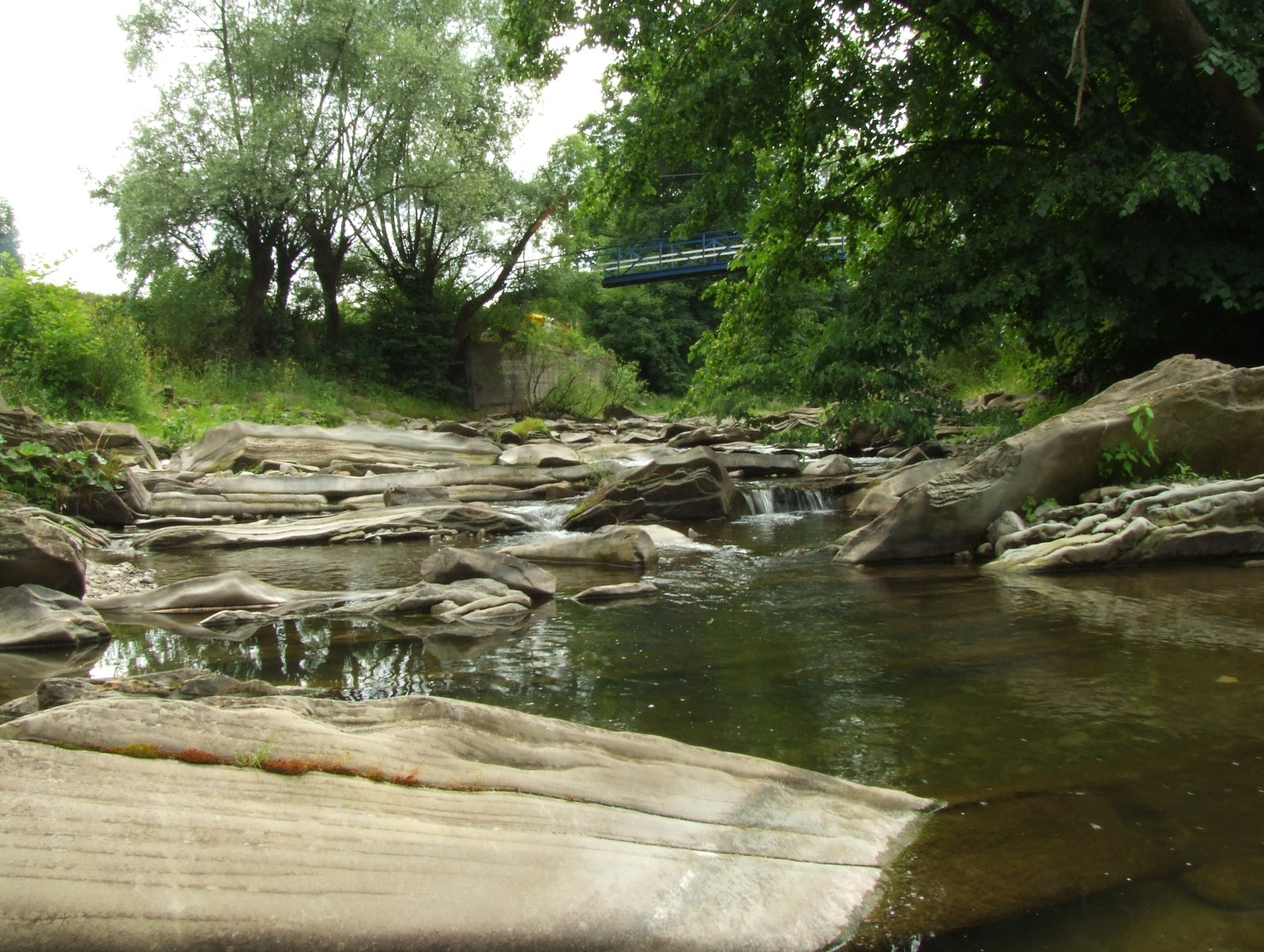
Skalne progi na Słopniczance w Tymbarku

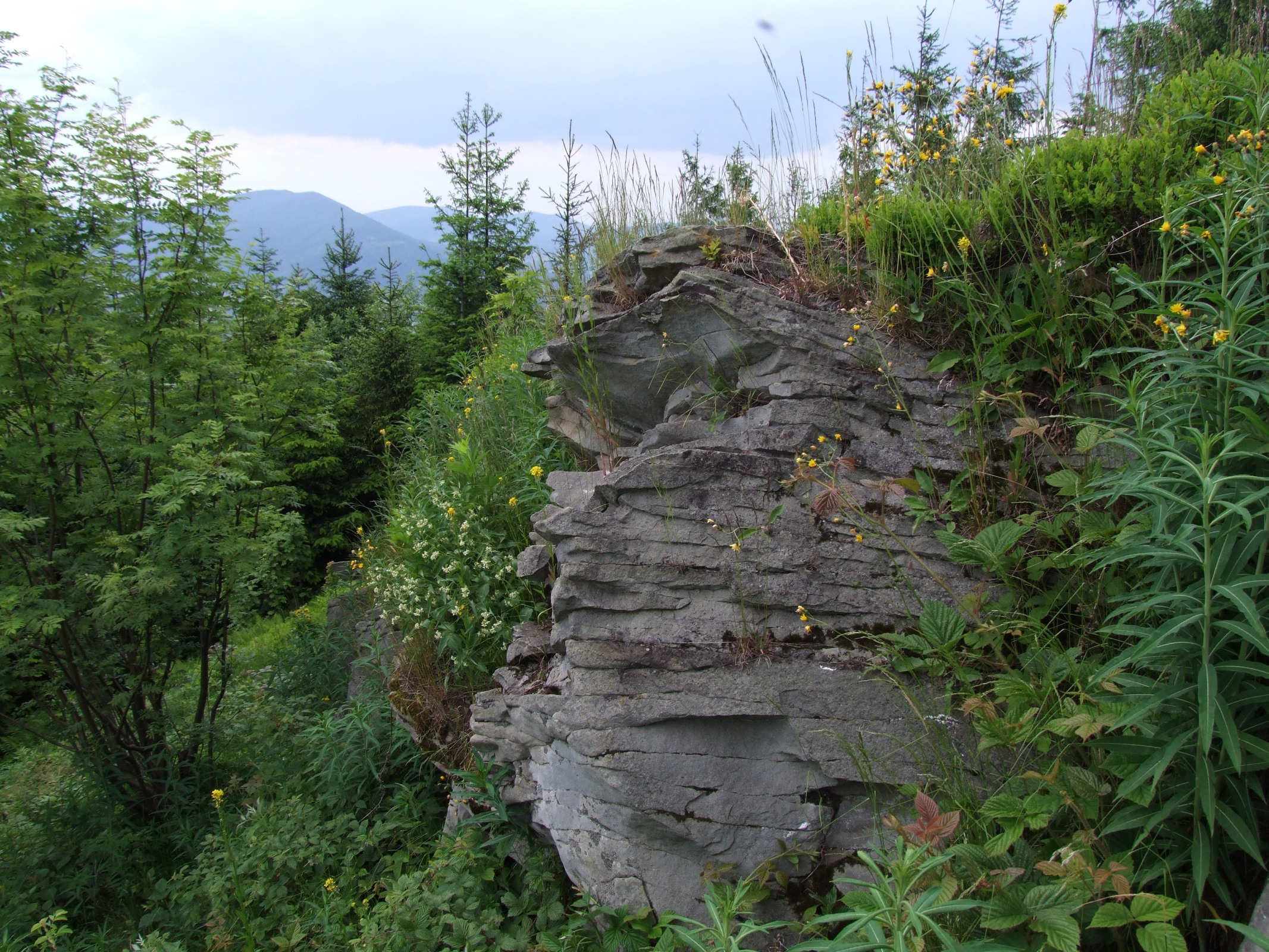
Wychodnia na Łopieniu

## Przyroda
W wyniku osadnictwa lasy zostały wycięte bądź wypalone na potrzeby rolnictwa – większość terenu pokrywają pola uprawne i obszary zabudowane. Większe zwarte kompleksy leśne ostały się powyżej wysokości 700–800 m n.p.m., ale i one zostały przeobrażone w wyniku gospodarki człowieka, w tym rabunkowej. W Beskidzie Wyspowym zachowany jest charakterystyczny dla gór piętrowy układ roślinności, ale występują tylko dwa piętra: do wysokości ok. 450 m jest to piętro pogórza, powyżej, aż po najwyższe szczyty regiel dolny (tylko pod wierzchołkiem Mogielicy występuje szczątkowy regiel górny). Skład gatunkowy roślin jest nieco uboższy od sąsiednich Gorców czy Beskidu Sądeckiego właśnie z powodu braku regla górnego oraz mniejszej wysokości szczytów. Występuje tu jednak 96 gatunków górskich (dla porównania: w Gorcach 141). Występuje duża liczba gatunków roślin ciepłolubnych, które prawdopodobnie przedostały się tutaj z obszaru Słowacji, oraz kilka gatunków roślin wapieniolubnych (m.in. miesiącznica trwała), mimo że nie występują tutaj wapienie. Z większych ssaków w lasach występuje jeleń, sarna, borsuk, dzik, okresowo zaglądają wilki. Najlepiej zachowane fragmenty przyrody objęte zostały ochroną rezerwatową. Są to:
- rezerwat przyrody Białowodzka Góra nad Dunajcem
- rezerwat przyrody Kamionna
- rezerwat przyrody Kostrza
- rezerwat przyrody Luboń Wielki
- rezerwat przyrody Mogielica
- rezerwat przyrody Śnieżnica.
- rezerwat przyrody Zamczysko nad Rabą

## Kultura ludowa
Kultura miejscowej ludności stanowi mieszankę kultur ludowych pochodzących z różnych krajów Europy. Pewną rolę w zasiedlaniu terenu Beskidu Wyspowego odegrali Wołosi, którzy przyprowadzili ze sobą owce i przynieśli tutaj z południa Europy kulturę pasterską przejętą potem przez miejscową ludność. Wypasano na wyrąbanych bądź wypalonych polanach, a także w lesie. Pasterstwo, które utraciło obecnie swoje znaczenie, dawniej przez kilka wieków było jednym ze źródeł ekonomicznego bytu ludności tych terenów. Wśród ludności wyróżnia się następujące grupy etnograficzne: Kliszczacy, Lachy Sądeckie, Lachy Limanowskie, Lachy Szczyrzyckie, Górale Biali i Zagórzanie. Najliczniejsi są Zagórzanie, zamieszkują m.in. w Mszanie Dolnej i Górnej, w Lubomierzu, w Jurkowie, na Chyszówkach, w Półrzeczkach. Zabytkami sztuki budownictwa są drewniane i murowane kościoły i bardzo liczne w tym regionie kapliczki i figurki.

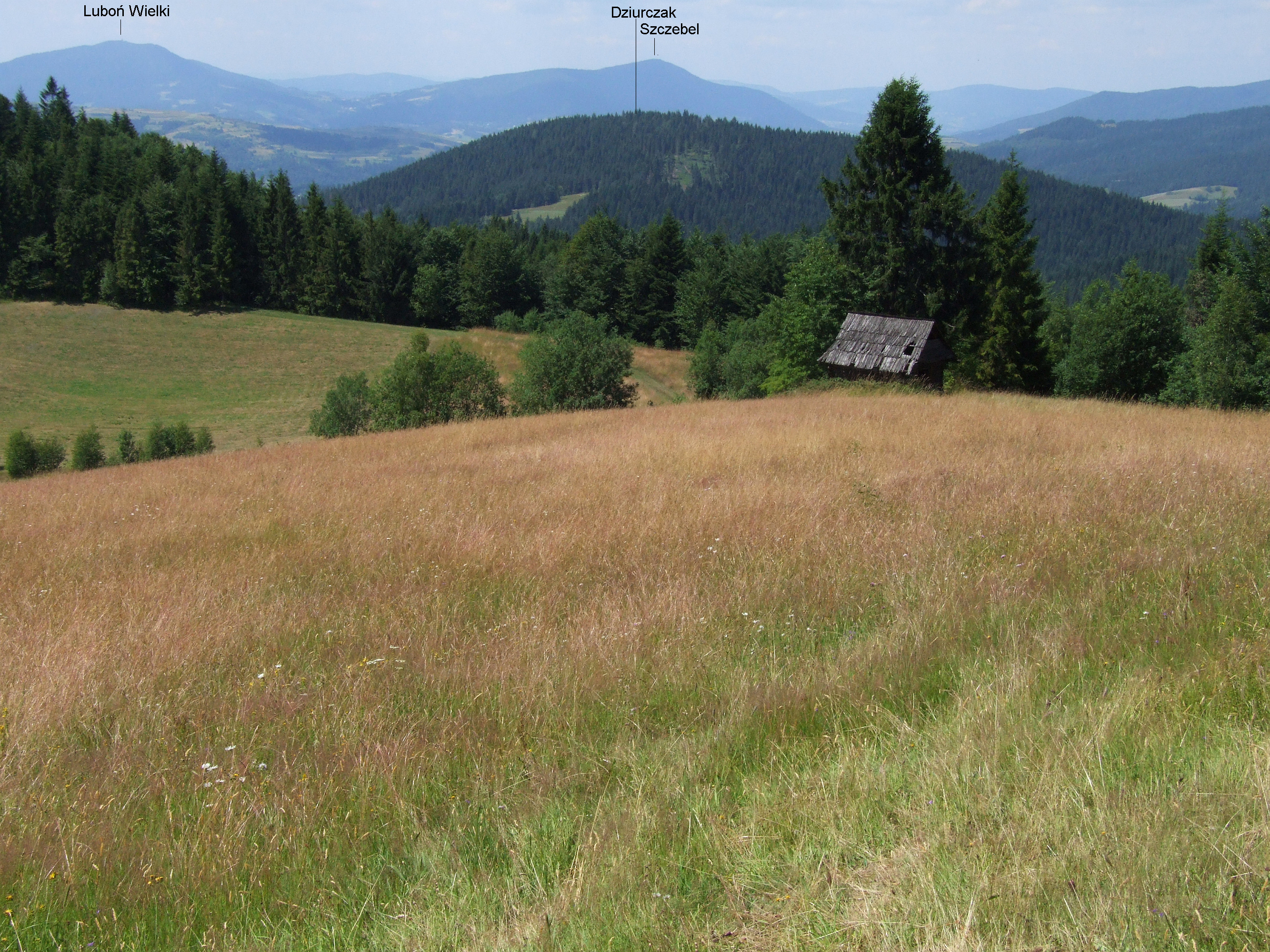
Polana Stasiówka, pozostałość dawnego pasterstwa

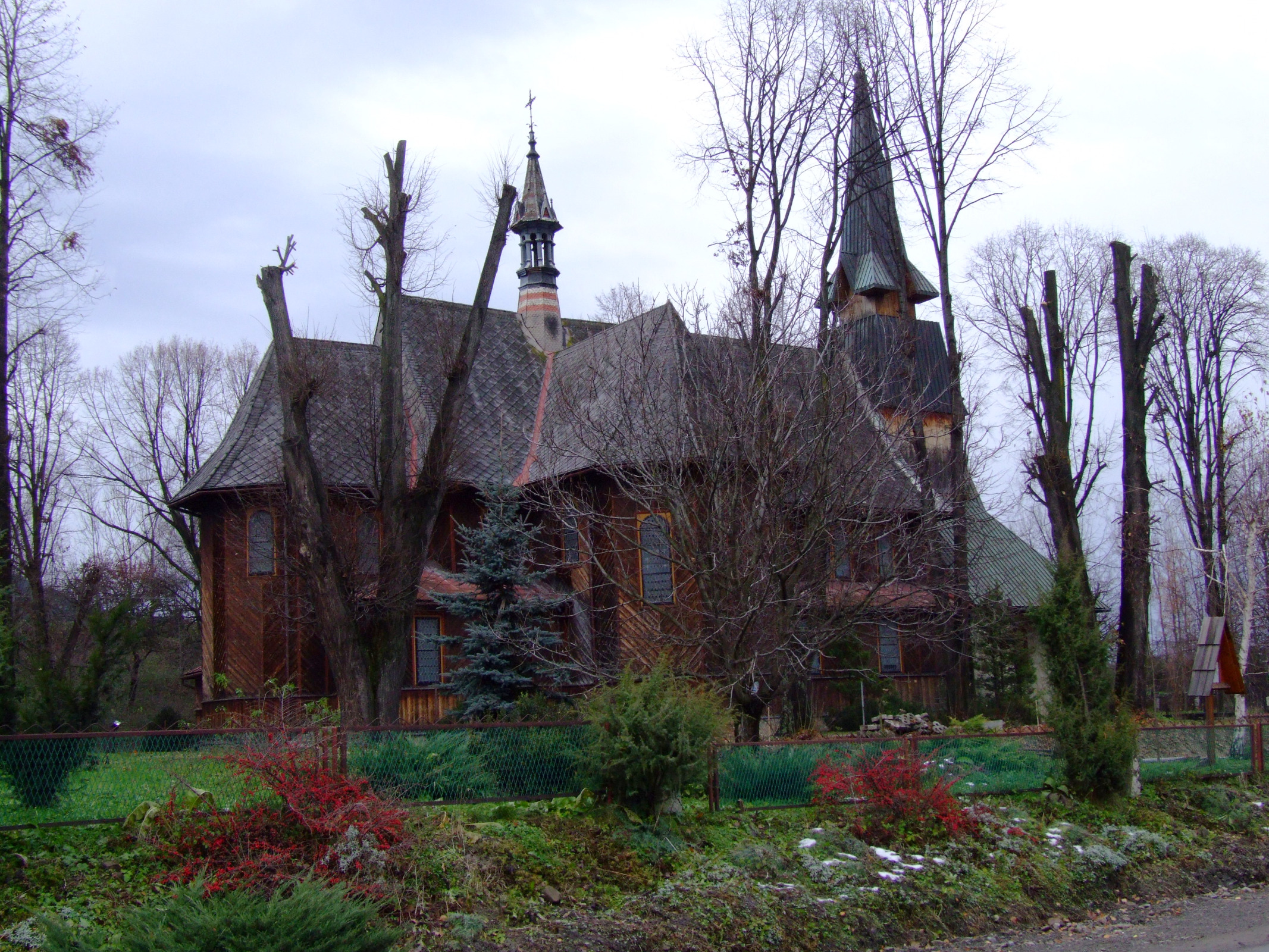
Drewniany kościół w Jurkowie, jeden z licznych zabytków architektury w regionie

## Zarys historii regionu
Najstarsze ślady pobytu człowieka to pochodzące z neolitu (3500–1700 p.n.e.) krzemienne narzędzia znalezione w Pisarzowej, Pogorzanach i w Wilkowisku. W Pisarzowej i w Łukowicy odkryto urnowe cmentarze pochodzące z epoki brązu i początków epoki żelaza (1200–400 p.n.e.). Odkryto też wiele monet rzymskich, szczególnie w okolicach Limanowej. Istniały tutaj słone wycieki, a otrzymywana z nich sól była towarem handlowym.
W pierwszych wiekach powstawania państwa polskiego istniały już niewielkie drewniane grody, ich resztki odkryto m.in. w Limanowej, w Męcinie, w Słupi, Szyku, w Kasinie Wielkiej i Poznachowicach Górnych. Jednak w owym czasie były to tylko niewielkie osady w nieprzebytej puszczy, która aż do XIV w. pokrywała całe Karpaty i stanowiła wraz z Tatrami naturalną zaporę chroniącą od najazdów z bardziej zaludnionego południa Europy. Do XIII w. utrzymało się grodzisko na szczycie góry Grodzisko, spalone zostało przez Tatarów. Pierwsi osadnicy osadzali się w dolinach rzek, stopniowo wycinając bądź wypalając las pod pola uprawne. Dużą rolę w osadnictwie odegrało założone w 1. połowie XIII w. opactwo cystersów w Szczyrzycu. Największe nasilenie kolonizacji miało miejsce za czasów Kazimierza Wielkiego. W XV w. z południa Europy przybyli Wołosi, tworząc rozległe hale na grzbietach gór, w tym też okresie zaczęły powstawać szlacheckie folwarki. W obronie przed wyzyskiem i nadużyciami dworu oraz dzierżawców w latach 1649–1650 Filip Bolisęga wywołał zbrojne wystąpienie chłopów w Kasince. W XVII w. w czasie potopu szwedzkiego wielkie spustoszenia poczynił tzw. „najazd Rakoczego”, spalono wówczas m.in. wiele kościołów. W 1770 pod szczytem Śnieżnicy założyli swój obóz konfederaci barscy.
W drugiej połowie XIX w. wszystkie nadające się do tego celu stoki gór zostały już zamienione na pola uprawne; zalesienie terenu było wówczas nawet mniejsze niż obecnie. Wobec niemożliwości dalszego pozyskiwania terenów pod uprawę nastąpiło w wyniku dziedzicznych podziałów rozdrabnianie chłopskich gospodarstw i przy wzrastającej wciąż liczbie ludności na całym Podhalu zaczęła się „nędza galicyjska”, przednówki stały się powszechne. Wybudowany w 1885 przez Austriaków odcinek kolejowy Nowy Sącz – Chabówka przyczynił się do gospodarczego rozwoju regionu, ale nędza ludności nie zanikła.
W czasie I wojny światowej okolice Limanowej były obszarem zażartych walk wojsk niemieckich i austriackich z rosyjskimi. Pamiątką po tych krwawych wydarzeniach są liczne cmentarze wojenne, m.in. na Jabłońcu i Golcowie, w Męcinie i Kasinie Wielkiej. Lata międzywojenne charakteryzowały się nadal przeludnieniem wsi i ogromną biedą jej mieszkańców. We wrześniu 1939 Niemcy zbombardowali Mszanę Dolną, spłonęło część osiedli Kasiny Wielkiej, Skrzydlnej i Szczyrzyca. Dokonali też akcji pacyfikacyjnych i rozstrzeliwania ludności cywilnej w Mordarce, Krasnym Lasocicach, w Pogorzanach, Jodłowniku, Wilczyskach, Szczyrzycu, na Starej Wsi i w Tymbarku. Przez cały okres II wojny światowej w Beskidzie Wyspowym działał silny ruch oporu, głównie byli to partyzanci AK. Na Polanie Stumorgowej na Mogielicy odbierali zrzuty z alianckich samolotów, mieli swoje stałe bazy w schronisku i szałasach na Luboniu Wielkim. Dokonywali zamachów na niemieckie transporty wojskowe, wysadzali pociągi. Specjalnie w celu ochrony linii kolejowej z Chabówki do Nowego Sącza Niemcy musieli utrzymywać stały garnizon w Pisarzowej i pociąg pancerny, a w 1944 wzdłuż całej linii położyli zasieki z drutu kolczastego. Mimo to partyzanci dokonali 40 zamachów na transporty kolejowe, zniszczyli 20 parowozów i 210 wagonów. Na przełęczy Gruszowiec zaatakowali i zniszczyli niemiecki transport samochodowy. Odpowiedzią Niemców była pacyfikacja okolicznej ludności, w czasie której zabili 36 osób i spalili 12 domów.

## Ludność, gospodarka, transport

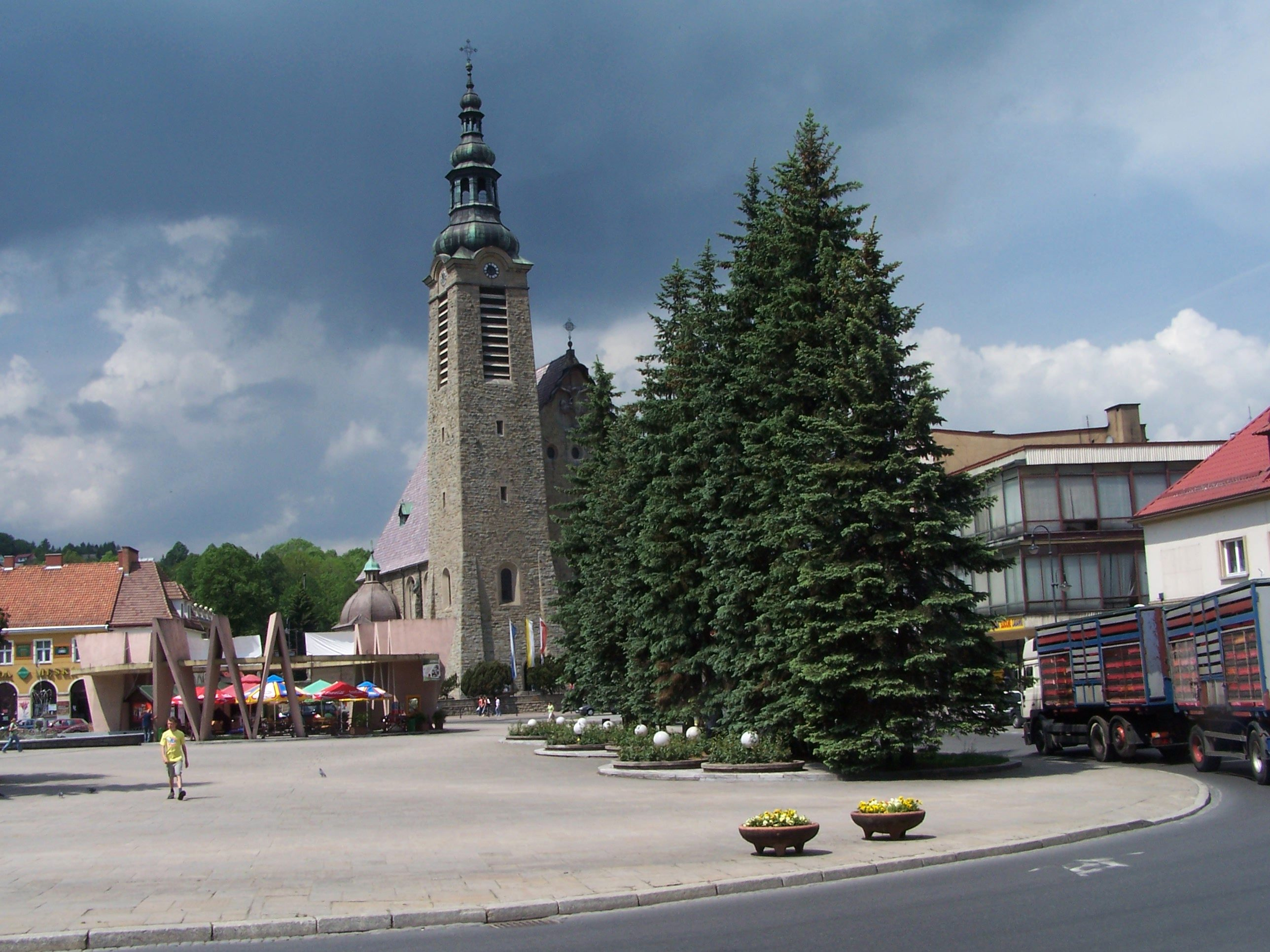
Rynek w Limanowej

Główną drogą przecinającą Beskid Wyspowy jest droga krajowa nr 28, odcinek z Nowego Sącza przez Limanową i Mszanę Dolną do skrzyżowania z „zakopianką” w Skomielnej Białej. Biegnie ona dolinami i wierzchowinami równolegle do zamkniętej już, dla regularnego ruchu pociągów, linii kolejowej Nowy Sącz – Chabówka (Linia ta jest przejezdna dla pociągów, ale wykorzystywana jest jedynie okazjonalnie do przejazdów pociągów retro i pociągów technicznych). Inne ważniejsze drogi to biegnące z północy na południe drogi nr 964 i 965. Są 3 miasta: Limanowa (ok. 14,9 tys. mieszkańców), Mszana Dolna (ok. 7,5 tys. mieszk.) i znajdująca się na styku Gorców i Beskidu Wyspowego Rabka-Zdrój (ok. 13 tys. mieszk.) – dane z 2007 według GUS. Rabka-Zdrój jest znanym uzdrowiskiem dziecięcym. Pozostałych miejscowości jest ponad 100. Pod względem gospodarczym jest to obszar rolniczo-leśny z drobnym przemysłem. Z większych zakładów warto wymienić zakład przetwórstwa owocowego Tymbark S.A. Struktura własnościowa to głównie własność prywatna, na którą składają się rozdrobnione, zwykle kilkuhektarowe gospodarstwa rolne; bardzo rzadko są one wyłącznym źródłem utrzymania rodziny. Gminy w swoich planach promują rozwój turystyki, wypoczynku i drobnej przedsiębiorczości.

## Turystyka
Góry Beskidu Wyspowego jeszcze dość rzadko odwiedzane są przez turystów. Gminy podejmują działania promujące turystykę, przykładem może być oddanie w 2008 wieży widokowej na Mogielicy, co zwiększyło liczbę turystów w tym rejonie. Do zwiększenia ruchu turystycznego w Beskidzie Wyspowym przyczyniła się organizowana od 2010 r. cykliczna akcja Odkryj Beskid Wyspowy.
Baza noclegowa
W górach baza noclegowa jest uboga. Są tylko dwa z prawdziwego zdarzenia schroniska turystyczne: schronisko PTTK na Luboniu Wielkim i schronisko PTTK na Kudłaczach. Istnieje jeszcze Młodzieżowy Ośrodek Rekolekcyjny na Śnieżnicy i Baza Szkoleniowo-Wypoczynkowa „Lubogoszcz”, obydwa te ośrodki świadczą jednak usługi głównie dla wycieczek i grup zorganizowanych. W sezonie letnim działa baza namiotowa Polana Wały pod Krzystonowem. Lepiej natomiast jest w dolinach. W miejscowościach istnieją hotele, pensjonaty, motele, ośrodki wypoczynkowe i domy wczasowe, zajazdy, domy wycieczkowe, sanatoria i ośrodki sanatoryjno-wczasowe oraz sieć gospodarstw agroturystycznych. Istnieje też ok. 10 ośrodków kempingowych i pól namiotowych.
Szlaki turystyczne
Gęsta sieć wyznakowanych przez PTTK szlaków turystyki pieszej prowadzi przez wszystkie znaczniejsze szczyty, najdłuższym z nich jest znakowany czerwono Mały Szlak Beskidzki. Nie są one trudne technicznie, wymagają jednak pewnej kondycji fizycznej ze względu na wyspowy charakter tych gór: spore wysokości względne pomiędzy dnami dolin a szczytami i głębokie przełęcze pomiędzy szczytami. Istnieje też gęsta sieć znakowanych szlaków rowerowych. Mimo że stoki są dość strome, możliwy jest wjazd górskim rowerem niemal na wszystkie szczyty. Oprócz szlaków PTTK istnieją też ścieżki dydaktyczne. Dzięki stadninom istniejącym w wielu już miejscowościach panują też odpowiednie warunki dla rozwoju turystyki konnej. W zimie można uprawiać turystykę narciarską.

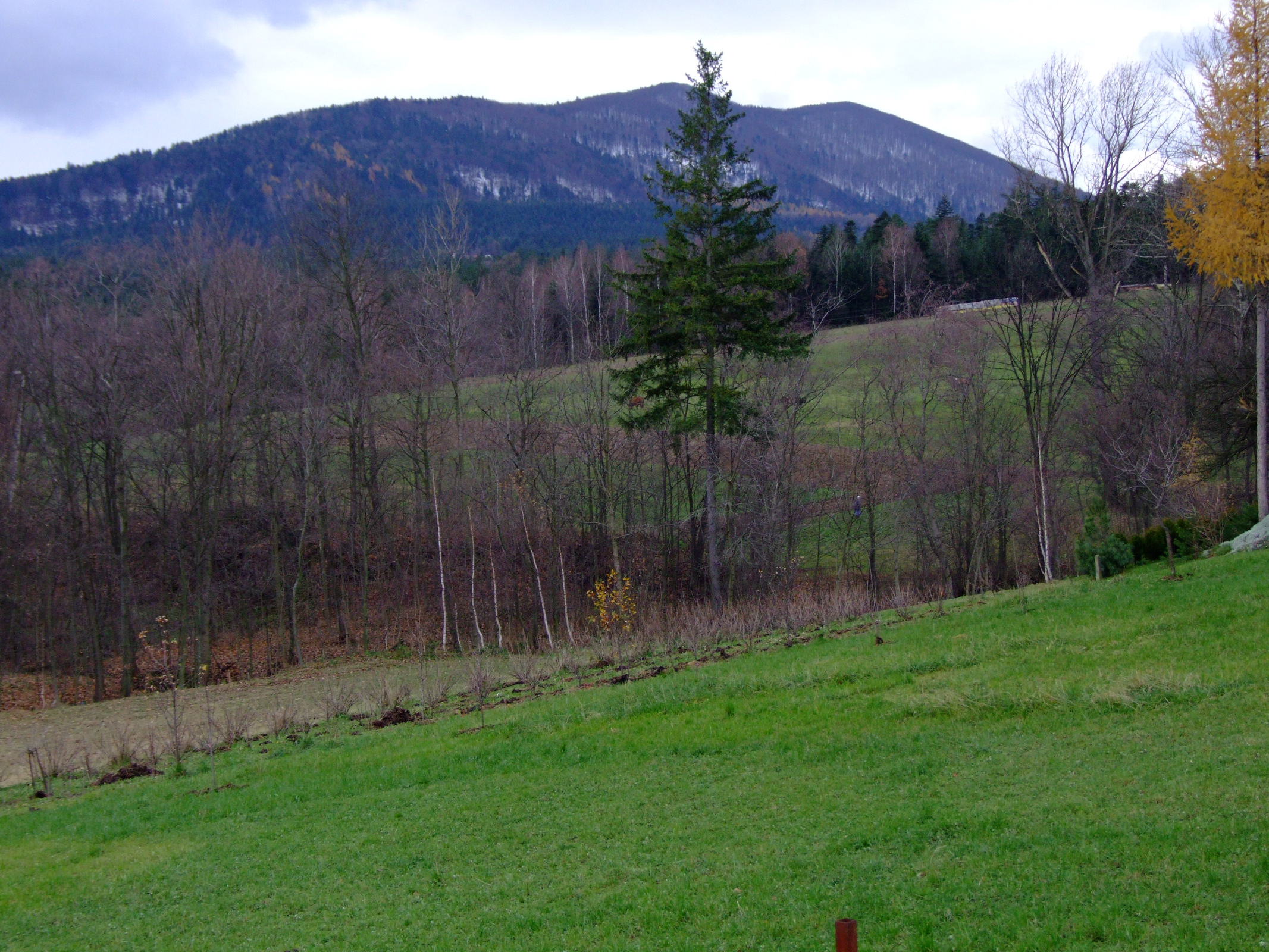
Beskid Wyspowy jesienią (Śnieżnica)

 Mały Szlak Beskidzki: Myślenice – Śliwnik – Działek – Schronisko PTTK na Kudłaczach – Łysina – Lubomir – Przełęcz Jaworzyce – Wierzbanowska Góra – Przełęcz Wielkie Drogi – Dzielec – Kasina Wielka – Lubogoszcz – Mszana Dolna – Glisne – Luboń Wielki
 Myślenice – Chełm – Działek – Poręba – Kamiennik Północny – Kamiennik Południowy – Schronisko PTTK na Kudłaczach
 Pcim – Krzywicka Góra – Działek
 Pcim – Bania – Schronisko PTTK na Kudłaczach – Łysina
 Lubień – Kamionka – Patryja – Przełęcz Weska – Łysina – Przełęcz Zasańska
 Lubomir – Wiśniowa – Ciecień – Szczyrzyc – Janowice – Jodłownik – Kostrza – Tymbark – Paproć – Limanowa – Łyżka – Łukowica – Skiełek – Ostra – Przełęcz Pod Ostrą – Cichoń – Przełęcz Słopnicka – Mogielica – Przełęcz Rydza-Śmigłego – Łopień – Dobra
 Poznachowice Górne – Grodzisko – Ciecień – Wierzbanowska Przełęcz – Przełęcz Wielkie Drogi – Kasina Wielka – Śnieżnica – Przełęcz Gruszowiec – Ćwilin – Jurków – Mogielica – Szczawa
 Stróża – Raciborzany – Szczyrzyc – Cubla Góra
 Lubień – Strzebel – Glisne – Raba Niżna – Niedźwiedź
 Lubień – Strzebel – Baza Wypoczynkowa „Lubogoszcz” – skrzyżowanie z Małym Szlakiem Beskidzkim pod Lubogoszczem Zachodnim
 Jordanów – Luboń Mały – Luboń Wielki – Rabka-Zaryte – Rabka-Zdrój
 Rabka-Zdrój – Luboń Wielki
 Mszana Dolna – Czarny Dział – Ćwilin
 Lubogoszcz – Mszana Dolna – Ostra – Kiczora – Polana Folwarczna – Jasień
 Lubomierz – Polana Folwarczna
 Przełęcz Gruszowiec – Schronisko na Śnieżnicy – Śnieżnica
 Tymbark – Słopnice Królewskie – Mogielica – Krzystonów – Jasień – Przełęcz Przysłopek – Rzeki
 Tymbark – Rupniów – Pasierbiecka Góra – Kamionna – Bacówka „Nad Wilczym Rynkiem” – Przełęcz Widoma – Rozdziele
 Łososina Górna – Pasierbiecka Góra – Kamionna – Żegocina
 Łososina Górna – Dzielec – Przełęcz pod Sałaszem
 Tymbark-Zalesie – Paproć – Walowa Góra
 Półrzeczki – Krzystonów (Baza namiotowa Polana Wały) – Szczawa-Białe
 Zbludza – Modyń – Młyńczyska – Siekierczyna-Zarębki – Limanowa – Miejska Góra – Sałasz Wschodni – Jaworz – Skrzętla-Rojówka – Świdnik – Przełęcz świętego Justa
 Modyń – Piechówka – Łącko
 Modyń – Cichoń
 Laskowa – Sałasz
 Pisarzowa – Sałasz
 Męcina – Skrzętla-Rojówka
 Marcinkowice – Białowodzka Góra – Zawadka – Świdnik
 Tęgoborze – skrzyżowanie ze szlakiem żółtym (jw.)
 Przyszowa – Łyżka
 Mszana Dolna (centrum) – Potaczkowa – Rabka-Zdrój
 Skrzydlna – Pieninki Skrzydlańskie – Porąbka – Śnieżnica